# أندريس داليساندرو
أندريس نيكولاس داليساندرو (بالإسبانية: Andrés Nicolás D'Alessandro)‏ ، من مواليد 15 أبريل 1981 في بوينس آيرس في الأرجنتين، لاعب كرة قدم أرجنتيني ويلقب هذا الوحش الأرجنتيني بـ ( إل كابيزون) صاحب الرأس العظيم.
بدأ مسيرته الكروية مع نادي ريفر بليت في عام 1998، ولعب معهم حتى عام 2003، وفي عام 2003 انتقل إلى نادي فولفسبورغ الألماني، ولعب معهم حتى عام 2006، وشارك معهم في 61 مباراة وسجل 8 أهداف، وأعير في عام 2006 إلى نادي بورتسموث الإنجليزي، ولعب معهم 13 مباراة وسجل هدف واحد، وأعير في موسم 2006/2007 إلى نادي ريال سرقسطة الإسباني. وفي موسم 2007/2008 رجع للاحتراف في بلده الأرجنتين مع نادي سان لورينزو الأرجنتيني. وفي أغسطس من عام 2008 انتقل إلى نادي انترناسيونال البرازيلي.
بدأ باللعب مع منتخب الأرجنتين لكرة القدم في عام 2001,و أحرز ذهبية اولمبياد اثينا 2004.
ويلقب (إل كابيزون) صاحب الرأس الكبير.

## روابط خارجية
- أندريس داليساندرو على موقع الاتحاد الدولي (مؤرشف)  (الإنجليزية)
- أندريس داليساندرو على موقع إي إس بي إن إف سي (الإنجليزية)
- أندريس داليساندرو على موقع قاعدة بيانات كرة القدم.إي يو (الإنجليزية)
- أندريس داليساندرو على موقع بيانات كرة القدم. دي إي (الألمانية)
- أندريس داليساندرو على موقع ليكيب (الفرنسية)
- أندريس داليساندرو على موقع ناشيونال فوتبول تيمز (الإنجليزية)
- أندريس داليساندرو على موقع Soccerbase.com (لاعب) (الإنجليزية)
- أندريس داليساندرو على موقع Soccerway.com (الإنجليزية)
- أندريس داليساندرو على موقع عالم كرة القدم.نت (الإنجليزية)
- أندريس داليساندرو على موقع أوليمبيديا (الإنجليزية)